# Eparchia di Machačkala

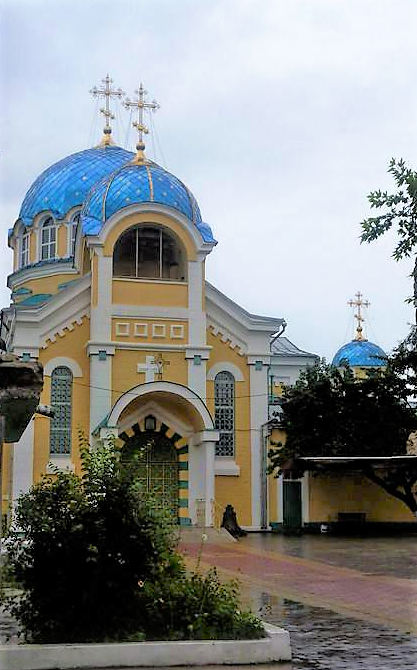
La cattedrale dell'Assunzione di Machačkala.

L'eparchia di Machačkala (in russo Махачкалинская епархия?) è una diocesi della Chiesa ortodossa russa.

## Territorio
L'eparchia comprende la repubblica del Daghestan nel circondario federale meridionale.
Sede eparchiale è la città di Machačkala, dove si trova la cattedrale dell'Assunzione.
L'eparca ha il titolo ufficiale di «eparca di Machačkala e Derbent».

## Storia
L'eparchia è stata eretta dal Santo Sinodo della Chiesa ortodossa russa il 26 dicembre 2012, ricavandone il territorio dall'eparchia di Vladikavkaz.
Il 25 marzo 2025 ha ceduto una porzione di territorio a vantaggio dell'erezione dell'eparchia di Groznyj.